# Prosienicznik gładki
Prosienicznik gładki (Hypochaeris glabra L.) – gatunek z rodziny astrowatych. Rodzimy obszar jego występowania obejmuje znaczną część Europy (bez jej wschodniej części, północnych krańców i Kotliny Panońskiej), południowo-zachodnią Azję i północną Afrykę. Jako gatunek introdukowany rośnie na obu kontynentach amerykańskich, w południowej Afryce, w południowej i wschodniej Azji oraz w Australii i Nowej Zelandii. W Polsce spotykany jest niemal w całym kraju, ale jest dość rzadki, zwłaszcza w części zachodniej i północno-wschodniej.

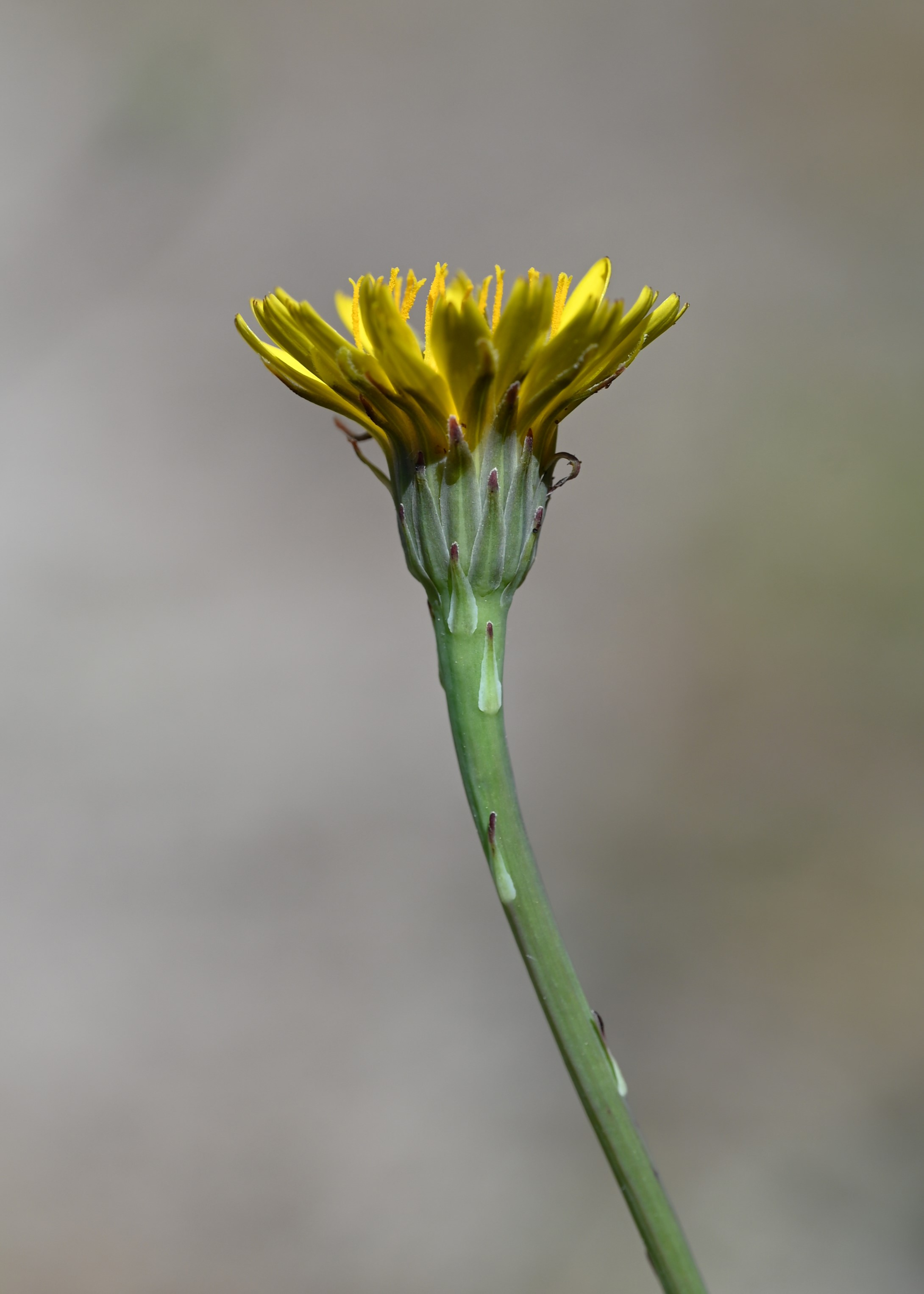
Kwiatostan

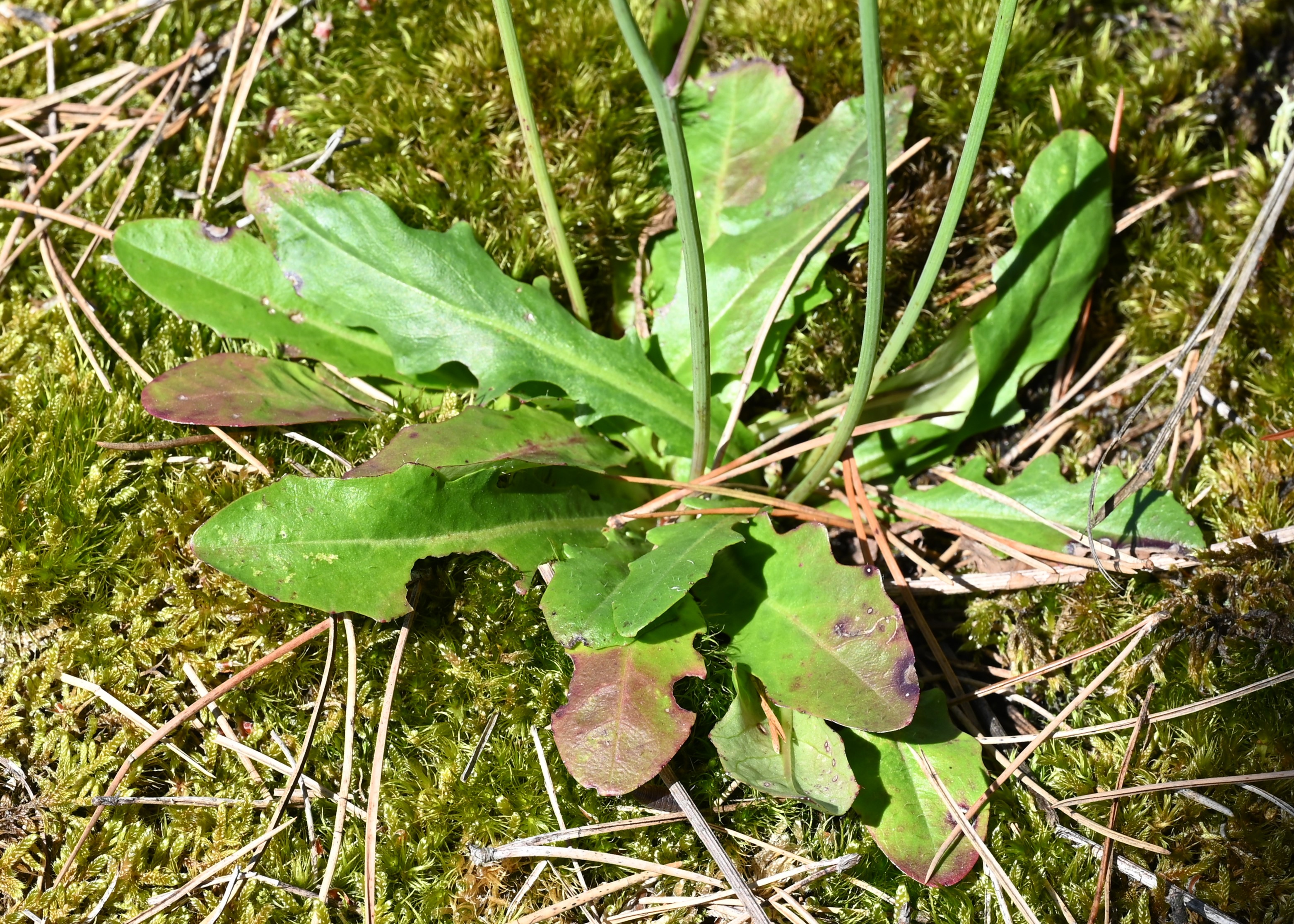
Rozeta liści

## Biologia i ekologia
Bylina, hemikryptofit. Występuje na piaszczystych polach, przydrożach, murawach. Lubi gleby piaszczyste, kwaśne, ubogie w próchnicę. W uprawach rolnych uznawany za chwast.